# Volba prezidenta Československa 1968
Volba prezidenta Československa proběhla 30. března 1968 ve Vladislavském sále Pražského hradu, na schůzi Národního shromáždění Československé socialistické republiky, kterou vedl předseda Bohuslav Laštovička. 28. března 1968 abdikoval pod tlakem reformního hnutí stávající prezident Antonín Novotný. Armádní generál Ludvík Svoboda byl v tajné volbě zvolen sedmým československým prezidentem. Jde o jediný případ během vlády KSČ, kdy prezidentský kandidát neobdržel hlasy všech poslanců.

## Pozadí
Část členů Ústředního výboru KSČ, zejména Helena Rašková nebo František Kriegel, zvažovalo bezpartijního kandidáta. Navrhovaným kandidátem byl také lékař Josef Charvát. Většina členů ÚV KSČ ale podpořila kandidaturu válečného hrdiny Ludvíka Svobody.
Masové podpoře studentstva se těšil ministr školství Čestmír Císař. Ten však kandidaturu odmítl.

## Průběh volby
Volba prezidenta proběhla tajným hlasováním. Schůze se zúčastnilo 289 poslanců. Šest poslanců se hlasování zdrželo a jeden odevzdal neplatný hlas. Armádní generál Ludvík Svoboda obdržel 282 hlasů, a byl tak zvolen československým prezidentem.
| Kandidát              | Počet hlasů | Procenta |
| --------------------- | ----------- | -------- |
| Ludvík Svoboda        | 282         | 97,6     |
| Zdrželo se            | 6           | 2,1      |
| Celkem platných hlasů | 288         | 100 %    |